# 菅野鈴子
菅野 鈴子（すがの すずこ）は、広島県出身の占い師。原宿の路上での鑑定を中心に活動していたことから、「原宿の母」の通称で呼ばれた。「原宿の母」は菅野鈴子が商標登録している。テレビ・ラジオにも出演していた。占い師になったきっかけは、原宿の街を歩いているときに占ってもらったことだった。